# Super Troopers
Super Troopers è un film del 2001 diretto da Jay Chandrasekhar, scritto ed interpretato dal gruppo Broken Lizard (Jay Chandrasekhar, Kevin Heffernan, Steve Lemme, Paul Soter and Erik Stolhanske).

## Trama
Il film ha luogo nella città fittizia di Spurbury, Vermont, vicino al confine tra il Canada e gli Stati Uniti. La trama dell'intero film è incentrata su cinque agenti della Vermont State Police che, in modo del tutto poco professionale, esercitano il controllo del tratto autostradale sotto la giurisdizione della loro stazione. Gli agenti, del tutto indisciplinati, passano ogni giornata a cercare nuovi modi per canzonare e giocare scherzi ai malcapitati che fermano. L'ultimo arrivato nella squadra è la recluta "Rabbit" (coniglio), che viene costantemente bullizzato dal resto del team. Durante tutto ciò, la stazione della polizia di stato (che viene chiamata "stradale" nel doppiaggio del film) è in costante competizione con il Spurbury Police Department, la polizia locale della città, con cui condivide l'area giurisdizionale. Competizione che spesso sfocia in eventi paradossali, quali grottesche risse su scene del crimine, scherni continui ed altri eventi di questo genere. Il tutto è contornato dalla possibilità, più che certa, che la stazione venga chiusa per un taglio dei fondi a favore del dipartimento di polizia locale, che così prenderebbe in gestione tutta l'area.
Durante un ordinario controllo, i protagonisti si trovano a sequestrare un grosso quantitativo di stupefacenti a bordo di un camion, dopo essere stati rinchiusi per due ore in esso. Non riuscendo ad arrestare l'autista dell'autocarro, si trovano senza alcun indizio che possa indicare chi potrebbe esserci dietro questa operazione di contrabbando. Nel frattempo, viene segnalato l'omicidio di una donna a bordo di una roulotte, parcheggiata lungo il tratto autostradale. Dopo una rissa con la polizia locale, finita con uno scambio di ostaggi tra i due dipartimenti, i protagonisti si accorgono che la donna ha un tatuaggio identico al logo presente sui pacchi di narcotici sequestrati sul camion. Il collegamento sembra essere chiaro, quindi cercano di stabilire un'indagine congiunta con la polizia locale sulle basi di quanto scoperto. La polizia locale rifiuta la possibilità di cooperare e gli agenti si ritrovano a risolvere il mistero da soli e con poco tempo a disposizione.

## Produzione
In totale, la Fox Searchlight ha pagato 3,25 milioni di dollari per la distribuzione del film ed ha incassato 23,1 milioni al botteghino.
È stato prodotto un sequel del film, Super Troopers 2, uscito nelle sale statunitensi il 20 aprile 2018.